# Трактор (футбольный клуб, Ухта)
«Трактор» — советский футбольный клуб из Ухты. Основан не позднее 1968 года.

## Достижения
- В первенстве СССР: 15-е место в зональном турнире РСФСР класса «Б» (1969).

## Результаты выступлений
| Сезон | Турнир                                       | Достижение |
| ----- | -------------------------------------------- | ---------- |
| 1968  | Кубок СССР 1968 среди КФК                    | 1/16       |
| 1968  | Кубок РСФСР среди КФК, зона «Север»          | обладатель |
| 1968  | Кубок РСФСР среди КФК, финал                 | 3-е место  |
| 1968  | Кубок Коми АССР среди КФК                    | обладатель |
| 1969  | Чемпионат СССР 1969, класс «Б», 2 зона РСФСР | 15-е место |